# Guldsmede
Guldsmede (latin: Odonata) er en selvstændig orden hos insekterne. Guldsmede er yderligere opdelt i ægte guldsmede (Anisoptera) og vandnymfer (Zygoptera). Desuden findes to nulevende arter af Odonata, som hører til en tredje underorden, Anisozygoptera.

## Fællestræk
Guldsmede er tilpasset et liv i luften med veludviklede vinger. De sammensatte øjne er meget store og er velegnede til orientering under flugten. Antennerne er korte, og det kraftige bryst indeholder vingernes muskulatur. De tre par ben er rettet skråt fremad og kommer derved til at danne et godt fangstredskab, der kaldes fangkurven. Guldsmede kan fange insekter under flugten, som de også kan fortære flyvende. De hviler sig ved at klamre sig til vegetationen. Benene kan ikke bruges til at gå med.
Guldsmede lever ofte nær større eller mindre søer, men kan dog findes langt fra søer i f.eks. skovlysninnger.
Guldsmedene har ufuldstændig forvandling og mangler således et puppestadium, som ellers er typisk for mange andre insekter. Larverne, kaldet nymfer, lever i vand. De udvikler sig gennem 10-15 hudskifter til det voksne insekt. De adskiller sig fra alle andre insektlarver ved, at underlæben er omdannet til en udskydelig tang, som kaldes "masken", der bruges til at fange byttet med. Masken ligner en lille arm, der kan bøje og strække sig. Normalt er den foldet sammen under larvens hoved.
Forvandlingen kan f.eks. finde sted på den del af en vandplante, der stikker op over vandet, som nymfen kryber op på lige før forvandlingen. Den nye, forvandlede guldsmed er helt blød og hænger tit i nogle timer ved den tomme nymfehud, før den er hærdet så meget, at den kan flyve.

## Galleri
- Anax imperator, en guldsmed i familien mosaikguldsmede.
- Gomphus vulgatissimus.
- Libellula forensis.
- Sympetrum sanguineum.

## Klassifikation
Der findes omkring 5.500 arter i ordenen Odonata. Odonata fandtes så tidligt som for 200 millioner år siden. Tidligere guldsmede, som nu er uddøde, f.eks. Protodonata, er endnu ældre, og eksemplarer fra geologiske fund er 350 millioner år gamle.
- Orden Guldsmede Odonata.
  - Underorden Ægte guldsmede (Anisoptera).
    - Familie Libeller (Libellulidae).
    - Familie Mosaikguldsmede (Aeshnidae).

  - Underorden Vandnymfer (Zygoptera).
    - Familie Kobbervandnymfer (Lestidae).
    - Familie Sivvandnymfer (Coenagrionidae).